# جکوی سبز ولینگتون
جکوی سبز ولینگتون (نام علمی: Naultinus elegans) نام یک گونه از راسته پولک‌داران است. ابن گونه تنها در دو منطقه در جهان یعنی جزیره شمالی و نیوزیلند یافت می‌شود. این گونه یک جکوی نسبتاً بزرگ جثه است که شب فعال بوده و بیشتر اوقات شب هنگام شروع به فعالیت می‌کند.